# マイン＝キンツィヒ郡
マイン＝キンツィヒ郡 (ドイツ語: Main-Kinzig-Kreis) は、ドイツ連邦共和国ヘッセン州ダルムシュタット行政管区に属す郡である。本郡はヘッセン州で最も人口の多い郡であり、広さでは南ヘッセン最大の郡である。本郡は、ライン＝マイン地域の東部に位置する。郡内最大の都市はハーナウである。郡の行政機関はゲルンハウゼンに置かれている。ハーナウやマインタール周辺の、人口の多い郡南西部はフランクフルト都市圏の一部となっている。本郡は1974年に、当時の郡独立市ハーナウと旧ハーナウ郡、ゲルンハウゼン郡、シュリュヒテルン郡が合併して成立した。さらに、これらの旧4市郡の他からは、旧フリートベルク郡のヘルデンベルゲンがニッデラウの市区として、ビュンデスハイムがシェーネックの市区として本郡に編入された。さらにはハーナウのシュタインハイム市区やクライン＝アウハイム市区は旧オッフェンバッハ郡の町であった。一方、それまでマイン＝キンツィヒ郡に属していたベルゲン＝エンクハイムが1977年にフランクフルト・アム・マインの市区となった。さらに市町村に属さない地域であるグーツベツィルク・シュペッサルトがマイン＝キンツィヒ郡内に位置している。
隣接する郡は、北がフォーゲルスベルク郡およびフルダ郡、東がバイエルン州のバート・キッシンゲン郡およびマイン＝シュペッサルト郡、南がやはりバイエルン州のアシャッフェンブルク郡、南西がオッフェンバッハ郡およびフランクフルト・アム・マイン、西および北西がヴェッテラウ郡である。

## 地理
この郡は 2本の主要な川、すなわち南西の郡境をなすマイン川と、その右岸側支流で郡域を北東から南西に流れるキンツィヒ川である。キンツィヒ川周辺の地形は、フォーゲルスベルク山地の支脈、シュペッサルト山地、西レーン山地である。キンツィヒ川の北側には、ロネブルク丘陵とビューディングの森が広がっている。

## 歴史
現在の郡域は、かつては数多くの領主の支配地域に分かれていた。ハーナウ伯およびフッテン家、イーゼンブルク家が多くの部分を領していた。
1821年8月21日にヘッセン選帝侯領は複数の郡に分割された。新しい郡であるハーナウ郡、ゲルンハウゼン郡、ザルミュンスター郡、シュリュヒテルン郡は、この領邦を形成する4つの州の1つであるハーナウ州を構成した。1830年1月1日にザルミュンスター郡が廃止され、その市町村は隣接するゲルンハウゼン郡とシュリュヒテルン郡に分配された。
1866年にヘッセン選帝侯領はプロイセンに併合され、この領域は新たにカッセル県に移管されてハーナウ州は廃止された。ゲルンハウゼン郡は、バイエルン王国のラントゲリヒツベツィルク・オルプとして存続した。
1885年、ハーナウ郡は新しいフランクフルト郡の分割とハーナウ市の独立により縮小した。
これ以後、3つの郡とハーナウ市は、1970年代までほぼ変化なくそのまま維持された。ただし、ハーナウ市とこの3郡は、所属する県（行政管区）を2度変更した。1944年にヴィースバーデン県、1968年にダルムシュタット行政管区の所属となったのである。
ヘッセン州の地域再編に先立ち、小さな郡を統合して大きな行政単位とするため数多くの議論がなされた。キンツィヒタールでは、3郡とハーナウを統合して、人口規模でヘッセン州最大の郡であるマイン＝キンツィヒ郡を成立させる解決案が合意された。この合併は、1974年7月1日に実施された。これにより、ハーナウは郡独立市の地位を失い、Stadt mit Sonderstatus（「特別な地位にある都市」、人口5万人以上の郡所属市）としていくつかの特権を保持した。たとえば独自の福祉事務所や自動車運行許可所などである。
1977年、それまでマイン=キンツィヒ郡に属していたベルゲン＝エンクハイム市がフランクフルト・アム・マインに編入された。
郡の行政機関所在地は初めハーナウに置かれ、旧郡庁所在地であったゲルンハウゼンとシュリュヒテルンも、それぞれの区域の行政事務所を保持した。2005年、郡の行政機関は郡域の中心に位置するゲルンハウゼンに移された。これにより、本郡は新たな自動車ナンバー MKK が適用されることとなったが、ハーナウだけは特別な地位にあるとして HU のナンバーを保持した。
現在、マイン＝キンツィヒ郡は人口約41万人で、ヘッセン州で人口最大の郡であり、約1,400km2 の面積は、ヘッセン州で4番目の広さにあたる。

## 行政

### 郡議会
2021年3月14日の郡議会議員選挙結果は以下の通りである
| 政党       | 得票率 | 議席数 |      |
| ---------- | ------ | ------ | ---- |
| SPD        | 30.8   | 27     |      |
| CDU        | 26.2   | 23     |      |
| Grüne      | 15.6   | 14     |      |
| AfD        | 9.2    | 8      |      |
| FW         | 6.9    | 6      |      |
| FDP        | 6.3    | 5      |      |
| Linke      | 3.4    | 3      |      |
| PARTEI     | 1.2    | 1      |      |
| REP        | 0.4    | 0      |      |
| 計         | 100.0  | 87     |      |
| 投票率 (%) | 49.4   | 49.4   | 49.4 |

### 郡長
- ハンス・リューガー、CDU（1974年 - 1987年）
- カール・アイアーカウファー、SPD（1987年 - 2005年）
- エーリヒ・ピーパ、SPD（2005年 - 2017年）
- トルステン・シュトルツ、SPD（2017年 - ）

### 紋章
図柄: 上下二分割で、下部はさらに左右に分割される。上部は赤字で、銀の波帯に浮かぶ、金の嘴を持つ銀の白鳥。下部の向かって左は金地に、赤い爪と嘴を持った黒い鷲。鷲は白地に黒い横帯の紋章を胸部に掲げている。下部の右側は、赤字に2本の金の斜め帯。
解説: 白鳥は、ハーナウ家の紋章に由来し、旧ハーナウ郡の紋章にも用いられていた。鷲は、旧ゲルンハウゼン郡の紋章から採られた。斜め帯は、フッテン家および旧シュリュヒテルン郡の紋章に描かれていた。波帯は本郡の名前の由来となった2つの川を示している。

## 経済と社会資本

### 交通
連邦道 B66号線（フランクフルト - フルダ）とB45号線（アシャッフェンブルク - ドルトムント）が郡域を通っている。さらにB43号線やB45号線に接続する多くの連邦道、州道、郡道が郡域を拓いている。長距離鉄道フランクフルト - フルダ - ベルリン/ハンブルク/ドレスデン線（キンツィヒタール鉄道）が郡を貫いている。この路線は、郡南西部のハーナウ中央駅でフランクフルト - ヴュルツブルク - ニュルンベルク - ミュンヘン線と交差する。この他の地域的に重要な路線は以下の通りである。
- ハーナウ - フリートベルク
- バート・フィルベル - シュトックハイム
- ゲルンハウゼン - ギーセン
- ハーナウ - エアバッハ - エーバーバッハ
- ハーナウ - シェルクリッペン

地域の公共旅客交通を担っているのがクライスフェアケールスゲゼルシャフト・マイン＝キンツィヒ (KVG MKK) である。KVG MKKは、マイン=ライン交通連盟 (RMV) の一部である。KVG MKK の管理下で、16のバス運営会社が100路線以上のバスを運行している。

## 市町村
| 市 1. バート・オルプ (Bad Orb 10,759) 2. バート・ゾーデン＝ザルミュンスター (Bad Soden-Salmünster 13,960) 3. ブルフケーベル (Bruchköbel 20,894) 4. エルレンゼー (Erlensee 16,162) 5. ゲルンハウゼン (Gelnhausen 23,841) 郡庁所在地 6. ハーナウ (Hanau 103,184) 「特別な地位にある都市」 7. ランゲンゼルボルト (Langenselbold 14,630) 8. マインタール (Maintal 39,698) 9. ニッデラウ (Nidderau 20,652) 10. シュリュヒテルン (Schlüchtern 16,126) 11. シュタイナウ・アン・デア・シュトラーセ (Steinau an der Straße 10,381) 12. ヴェヒタースバッハ (Wächtersbach 13,061) 市町村に属さない地域 1. グーツベツィルク・シュペッサルト (Gutsbezirk Spessart) 無人 人口は、2023年12月31日現在の数値である。 | 町村 1. ビーバーゲミュント (Biebergemünd 8,347) 2. ビルシュタイン (Birstein 6,307) 3. ブラハトタール (Brachttal 5,117) 4. フレールスバッハタール (Flörsbachtal 2,369) 5. フライゲリヒト (Freigericht 14,782) 6. グロースクロッツェンブルク (Großkrotzenburg 7,481) 7. グリュンダウ (Gründau 14,838) 8. ハンマースバッハ (Hammersbach 4,880) 9. ハッセルロート (Hasselroth 7,425) 10. ヨスグルント (Jossgrund 3,429) 11. リンゼンゲリヒト (Linsengericht 9,976) 12. ノイベルク (Neuberg 5,532) 13. ニーダードルフェルデン (Niederdorfelden 4,289) 14. ローデンバッハ (Rodenbach 11,331) 15. ロネブルク (Ronneburg 3,525) 16. シェーネック (Schöneck 12,095) 17. ジンタール (Sinntal 8,931) |